# 马丁纽斯·韦尔特曼
马丁纽斯·尤斯蒂努斯·霍德弗里德斯·韦尔特曼（荷蘭語：Martinus Justinus Godefriedus Veltman，1931年6月27日—2021年1月4日），荷兰理论物理学家，密歇根大学退休教授。他和特胡夫特因在量子规范场论的重整化上的工作而获得了1999年诺贝尔物理学奖。